# Schloss Burggrub (Krummennaab)

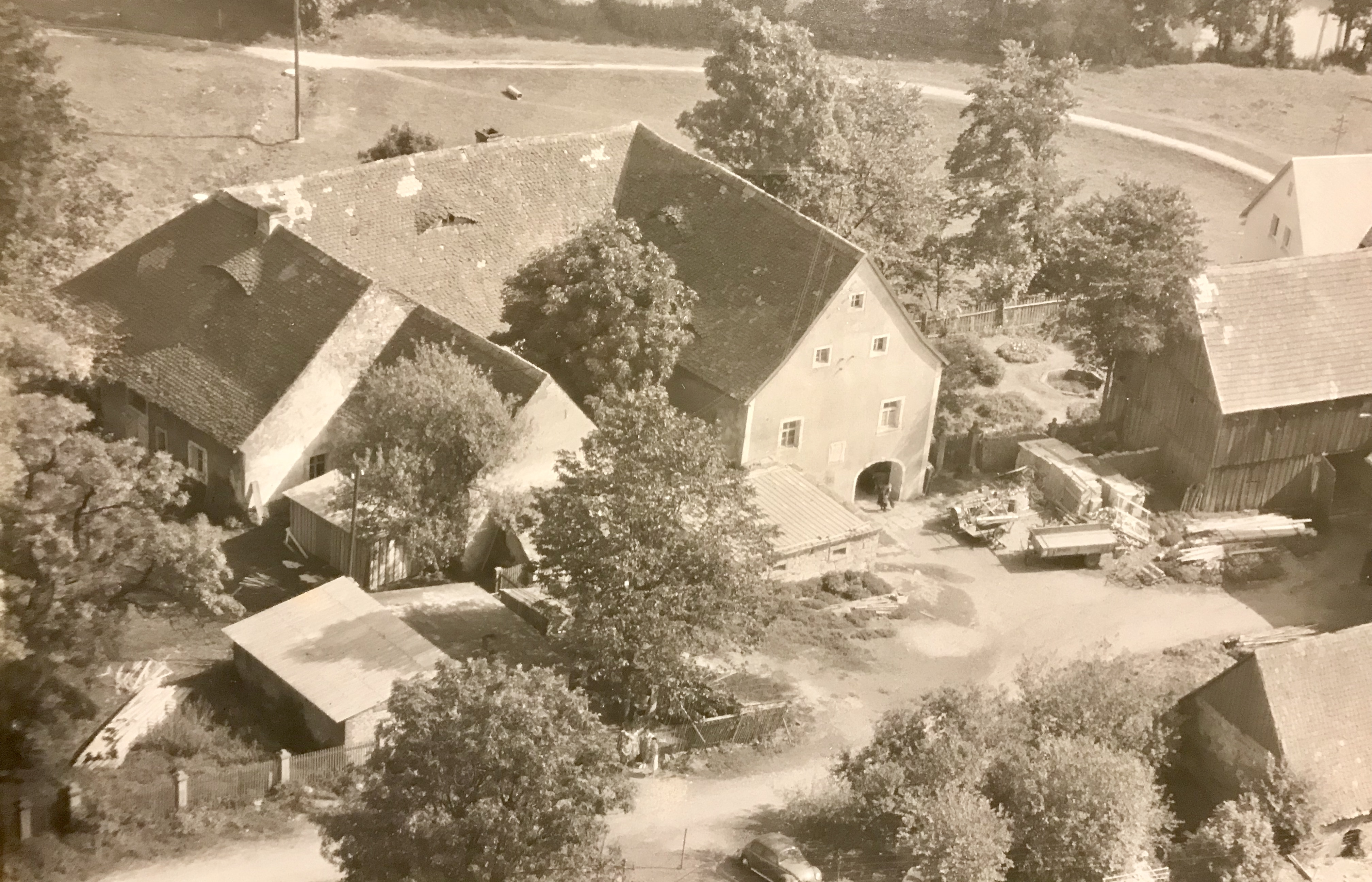
Schloß Burggrub – Luftaufnahme

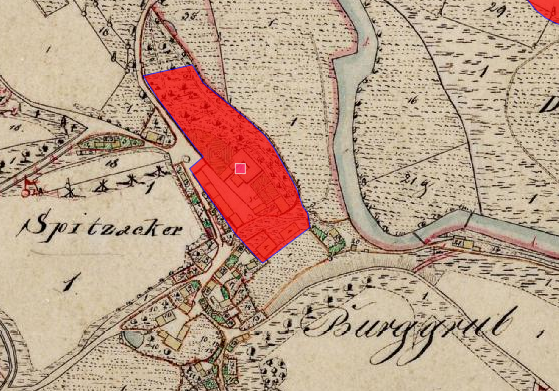
Lageplan von Schloss Burggrub auf dem Urkataster von Bayern

Das ehemalige Schloss Burggrub liegt im gleichnamigen Gemeindeteil Burggut der Oberpfälzer Gemeinde Krummennaab im Landkreis Tirschenreuth von Bayern (Burggrub 11). „Archäologische Befunde des abgegangenen Schlosses von Burggrub, zuvor mittelalterliche Burg“ werden als Bodendenkmal unter der Aktennummer D-3-6138-0071 geführt. Der Wappenstein des ehemaligen Landsassenschlosses ist unter der Aktennummer D-3-77-132-6 als Baudenkmal von Burggut verzeichnet.

## Geschichte
Burggrub war ein Lehen der Burggrafen von Nürnberg, die auch Markgrafen von Brandenburg und damit Kurfürsten waren. Der Ansitz wurde von den Trautenbergern errichtet, die in unmittelbarer Nähe auch die Burg Trautenberg gegründet hatten. Sie behielten Burggrub bis um 1350. Es folgte als Inhaber Peter von Mylin (Mylein). Dieser verkaufte nach kaum 20 Jahren den Besitz mit seiner Behausung in Grub (der Ort wurde damals als „Gruob“ bezeichnet) und der Öde Mittelreut 1373 an Ulrich von Redwitz und dessen Bruder Jörg; beide waren Ministeriale der Landgrafen von Leuchtenberg. Als Zeugen der Besitzübergabe fungierten Wolfart der Trautenberger von Reuth, Frenzlein Pleysteiner und Fritz Bernsteiner. 1408 wurde Hans von Redwitz zu Grub mit Gütern bei Windischeschenbach (Harleshof) und Störnstein belehnt (Ernsthof). 1442 verlieh Pfalzgraf Johann I. dem Reinhard Redwitzer von Grub und seinen Brüdern Erhart und Vollant die durch das Ableben des Truchsessen Konrad von Holnstein heimgefallenen Lehen, vor allem Schloss Holnstein sowie weitere Besitzungen in und um Sulzbach.
1487 verlieh Jordan von Redwitz zu Grub zahlreiche Grundstücke um Sulzbach an dortige Bürger. Dieser war 1512 auch Bergrichter in Erbendorf. Nach dem Tod seines Vaters Jordan übernahm Christoph 1521 das Gut. Mit ihm starb 1565 die Linie der Redwitz zu Grub auf Burggrub aus und das Lehengut fiel dem Landesherrn heim. 1567 verlieh Markgraf Georg Friedrich von Brandenburg das Lehen Burggrub an Georg Ott von Brandt († 1581). Dessen Sohn Hans Georg von Brandt blieb unverheiratet und fiel ohne Erben im Jahre 1596 in Ungarn im Kampf gegen die Türken.
Das nun wiederum heimgefallene Landsassengut Burggrub verlieh der Markgraf mit dem Gut Trautenberg 1597 an Georg Sebastian Stieber von Pretzfeld. Dieser verkaufte die beiden Güter aber noch im gleichen Jahr an Hans von der Grün auf Weihersberg und dessen Brüder Hans Christoph, Balthasar und Philipp Jacob. Hans von der Grün und seine drei Brüder waren Söhne des Hammerwerkbesitzers Hans von der Grün und seiner Gattin Barbara, der Tochter von Erasmus Sauerzapf von Sulzbach und seiner Gattin Anna, einer geborenen Löhneysen von Weyhersberg. Hans von der Grün errichtete 1599 an der Stelle der alten Burg ein neues Schloss. Auf der Hofseite über dem Eingang wurde eine Marmortafel angebracht mit der Inschrift „Dises Hauß erbauet whar Alß man schrib 1599 Jahr“ und den Buchstaben „HVDG“ und „SOVD“. Die Buchstaben bedeuten: Hans von der Grün und seine Gattin Susanne Österreicher von Deublitz (Teublitz). Auch neue landwirtschaftliche Gebäude wurden errichtet und alles instand gesetzt. 1608 ließ er auch in Trautenberg ein neues Schloss erbauen. Nach seinem Tod († 1. November 1626) übernahmen seine beiden Söhne Pankraz und Johann Georg das Erbe, wobei Pankraz, Pfleger in Wetterfeld, Burggrub, und Johann Georg Trautenberg übernahm. Da er Protestant war, musste er seinen Besitz im Zuge der Gegenreformation verkaufen.
Als Käufer kam 1629 sein Vetter Veit Friedrich Sauerzapf, der katholisch geworden war, zum Zug. Dessen Bruder Veit Hans verwaltete ab 1630 das Burggut und erhielt es 1639 nach dem Tod seines Bruders als Lehen. Nach dessen Ableben († 1660) übernahm der letzte der Brüder, Hans Ludwig Sauerzapf († 1668), den Besitz. Mit seiner zweiten Frau, Anna Magdalena Rütschel von Hartenbach, zeugte er 1664 den Stammhalter Erdmann Christoph Ludwig († 1715), den Ahnherrn der Sauerzapfs auf Burggrub, die bis 1861 dort ansässig blieben. Nachfolger wurde sein Sohn Johann Christoph Wilhelm von Sauerzapf († 1759). Ihm folgte 1760 Johann Adam von Sauerzapf (durch Suizid verstorben am 11. Juni 1797). Der Hauptmann Franz Carl von Sauerzapf wurde dann 1798 vom preußischen König Friedrich Wilhelm III., der auch Kurfürst von Brandenburg war, mit Burggrub belehnt. Der Letzte des Sauerzapfs war Alexander Franz Carl Friedrich Freiherr von Sauerzapf (* 1795). Er hatte an verschiedenen Kriegszügen teilgenommen, anschließend war er kurze Zeit Hauptmann der Gendarmerie, dann quittierte er den Dienst und übernahm 1821 das elterliche Gut. Er blieb unverheiratet und so kam das Gut nach seinem Tod († 13. Januar 1861) an seinen Erben Freiherr Schilling von Cannstadt auf Hohenwettersbach. Dieser verkaufte das ökonomisch belastete Gut an einen Herrn von Ziegler, der den Besitz „zertrümmerte“. Der restliche Teil kam in die Hände der bürgerlichen Familie Bauer, von der der Landwirt Helmut Bauer jun. in vierter Generation die Landwirtschaft betreibt.

## Schloss Burggrub heute
Das ehemalige Schloss liegt auf einer kleinen Anhöhe am orographisch rechten Ufer der Fichtelnaab. An dem Schlossgebäude befindet sich der denkmalgeschützte Wappenstein des ehemaligen Landsassenschlosses, der u. a. die Jahreszahl „1599“ trägt.